# 앤아버

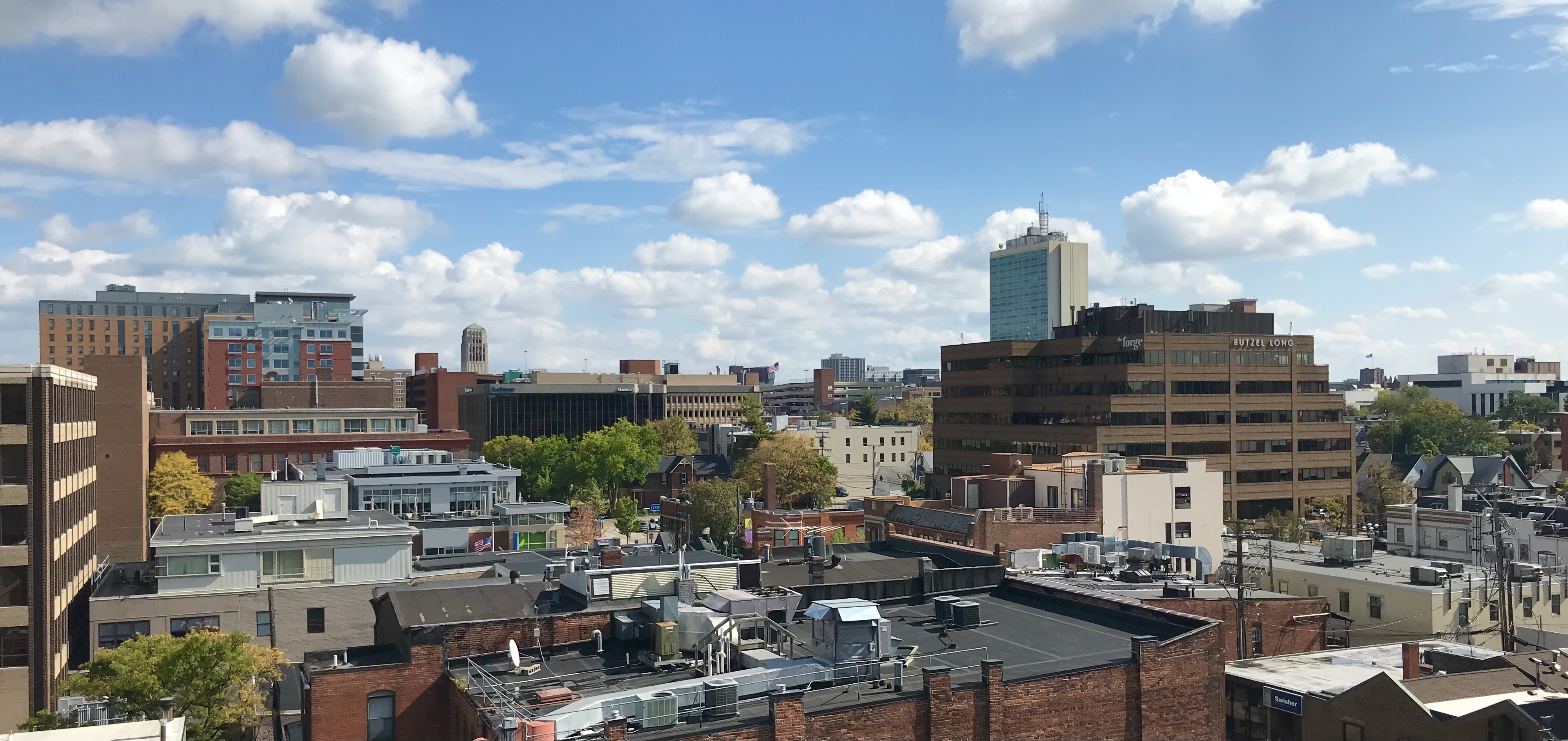
앤아버 스카이라인

앤아버(Ann Arbor)는 미국 중서부 미시간주에 있는 도시이다. 디트로이트에서 서쪽으로 약 60km 지점에 위치하며, 미국의 명문 공립 대학 중 하나인 미시간 대학교가 1837년에 들어오면서 대학도시로 크게 발전하게 되었다. 앤아버는 좋은 환경과 우수한 교육시설들로 인해 미국에서 가장 살기 좋은 도시 중 하나로 손꼽힌다. 2014년에는 Forbes(포브스)에서 선정한 "미국에서 가장 교육수준이 높은 도시" 순위에서 1위를 차지하였다. 2010년에는 Forbes(포브스)에서 선정한 "America's Most Livable Cities" 순위에 올랐고 2012년에는 CNN Money에서 선정한 "가장 살기 좋은 도시" 순위에 올랐다.

## 기후
| 앤아버의 기후                                                    | 앤아버의 기후 | 앤아버의 기후 | 앤아버의 기후 | 앤아버의 기후 | 앤아버의 기후 | 앤아버의 기후 | 앤아버의 기후 | 앤아버의 기후 | 앤아버의 기후 | 앤아버의 기후 | 앤아버의 기후 | 앤아버의 기후 | 앤아버의 기후 |
| 월                                                               | 1월           | 2월           | 3월           | 4월           | 5월           | 6월           | 7월           | 8월           | 9월           | 10월          | 11월          | 12월          | 연간          |
| ---------------------------------------------------------------- | ------------- | ------------- | ------------- | ------------- | ------------- | ------------- | ------------- | ------------- | ------------- | ------------- | ------------- | ------------- | ------------- |
| 역대 최고 기온 °C (°F)                                           | 22 (72)       | 20 (68)       | 29 (85)       | 31 (88)       | 35 (95)       | 39 (103)      | 41 (105)      | 40 (104)      | 37 (99)       | 33 (91)       | 26 (78)       | 19 (67)       | 41 (105)      |
| 일평균 최고 기온 °C (°F)                                         | −0.1 (31.9)   | 1.9 (35.4)    | 7.9 (46.2)    | 15.4 (59.7)   | 21.9 (71.4)   | 26.7 (80.1)   | 28.7 (83.7)   | 27.6 (81.7)   | 23.9 (75.1)   | 16.8 (62.2)   | 8.9 (48.0)    | 2.4 (36.3)    | 15.2 (59.3)   |
| 일일 평균 기온 °C (°F)                                           | −4.4 (24.0)   | −3.1 (26.5)   | 2.1 (35.7)    | 8.7 (47.6)    | 15.0 (59.0)   | 20.0 (68.0)   | 22.2 (71.9)   | 21.3 (70.3)   | 17.4 (63.3)   | 10.8 (51.4)   | 4.0 (39.2)    | −1.6 (29.2)   | 9.3 (48.8)    |
| 일평균 최저 기온 °C (°F)                                         | −8.8 (16.2)   | −7.9 (17.7)   | −3.8 (25.2)   | 1.9 (35.5)    | 8.1 (46.6)    | 13.3 (55.9)   | 15.6 (60.1)   | 14.9 (58.8)   | 10.9 (51.6)   | 4.8 (40.7)    | −0.8 (30.5)   | −5.5 (22.1)   | 3.6 (38.4)    |
| 역대 최저 기온 °C (°F)                                           | −30 (−22)     | −31 (−23)     | −22 (−8)      | −14 (7)       | −7 (20)       | 2 (35)        | 3 (37)        | 4 (39)        | −3 (27)       | −7 (19)       | −19 (−3)      | −29 (−20)     | −31 (−23)     |
| 평균 강수량 mm (인치)                                            | 75 (2.96)     | 64 (2.51)     | 72 (2.82)     | 87 (3.44)     | 98 (3.84)     | 99 (3.91)     | 89 (3.52)     | 89 (3.52)     | 81 (3.18)     | 76 (2.99)     | 72 (2.82)     | 70 (2.75)     | 972 (38.26)   |
| 평균 강설량 cm (인치)                                            | 46 (18.3)     | 39 (15.3)     | 21 (8.3)      | 6.6 (2.6)     | 0.0 (0.0)     | 0.0 (0.0)     | 0.0 (0.0)     | 0.0 (0.0)     | 0.0 (0.0)     | 0.25 (0.1)    | 10 (4.1)      | 32 (12.7)     | 156 (61.4)    |
| 평균 강수일수 (≥ 0.01 인치)                                      | 18.3          | 14.4          | 14.3          | 14.4          | 14.7          | 12.4          | 11.7          | 11.2          | 10.6          | 13.3          | 13.5          | 16.9          | 165.7         |
| 평균 강설일수 (≥ 0.1 인치)                                       | 15.2          | 12.1          | 7.5           | 2.8           | 0.1           | 0.0           | 0.0           | 0.0           | 0.0           | 0.4           | 4.9           | 11.5          | 54.5          |
| 출처: 미국 해양대기청 (평년값: 1991년~2020년, 극값: 1881년~현재) |               |               |               |               |               |               |               |               |               |               |               |               |               |

## 인구 통계
| 인구조사                                                                                      | 인구    | Note  | %±    |
| --------------------------------------------------------------------------------------------- | ------- | ----- | ----- |
| 1860년                                                                                        | 5,097   |       | —     |
| 1870년                                                                                        | 7,363   |       | 44.5% |
| 1880년                                                                                        | 8,061   |       | 9.5%  |
| 1890년                                                                                        | 9,431   |       | 17.0% |
| 1900년                                                                                        | 14,509  |       | 53.8% |
| 1910년                                                                                        | 14,817  |       | 2.1%  |
| 1920년                                                                                        | 19,516  |       | 31.7% |
| 1930년                                                                                        | 26,944  |       | 38.1% |
| 1940년                                                                                        | 29,815  |       | 10.7% |
| 1950년                                                                                        | 48,251  |       | 61.8% |
| 1960년                                                                                        | 67,340  |       | 39.6% |
| 1970년                                                                                        | 100,035 |       | 48.6% |
| 1980년                                                                                        | 107,969 |       | 7.9%  |
| 1990년                                                                                        | 109,592 |       | 1.5%  |
| 2000년                                                                                        | 114,024 |       | 4.0%  |
| 2010년                                                                                        | 113,934 |       | −0.1% |
| 2019 (추산)                                                                                   | 119,980 | [ 6 ] | 5.3%  |
| 출처: Michigan State Census (before 1860) United States Census (1900–2000) U.S. Census Bureau |         |       |       |

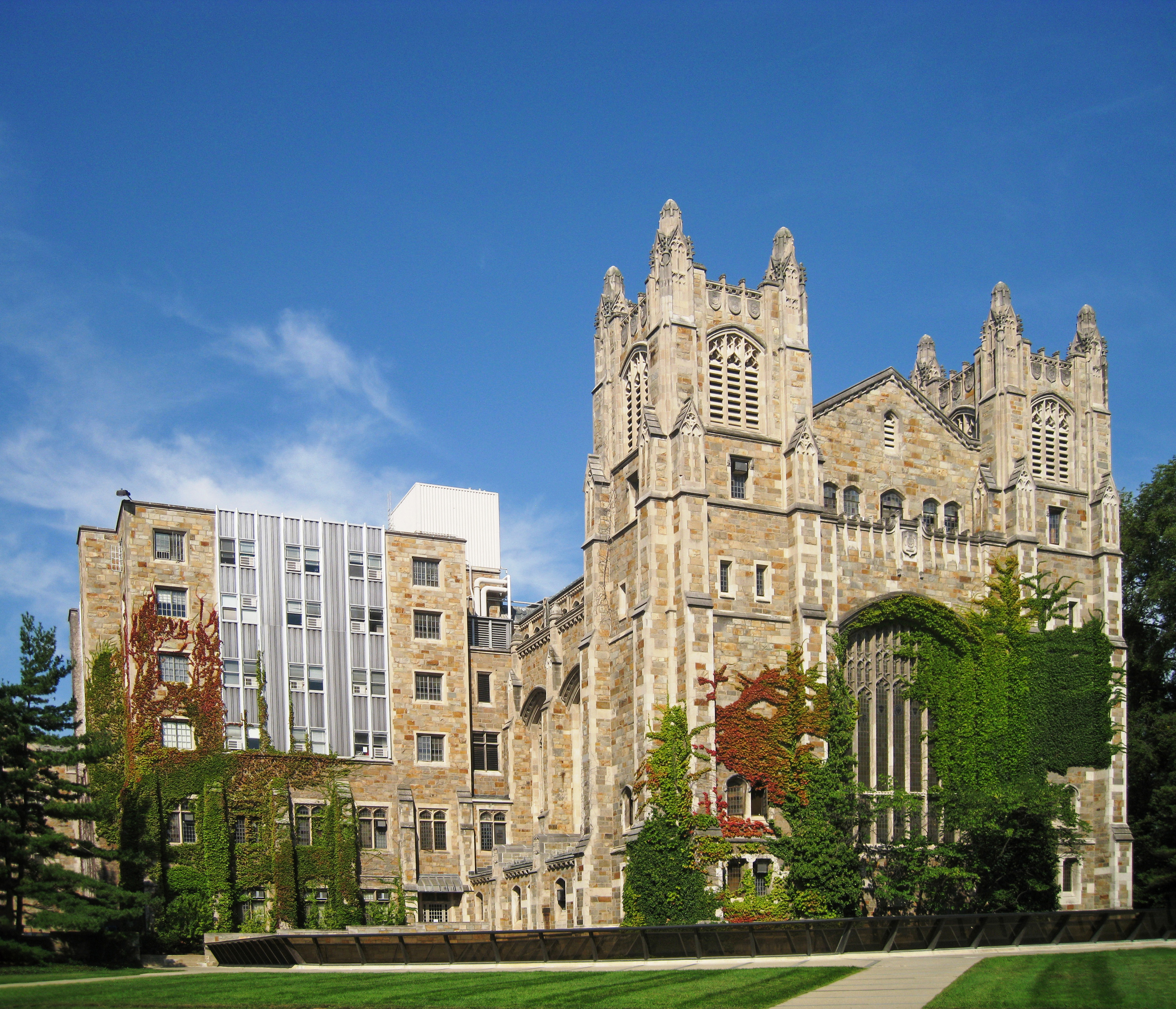
미시간 대학교 로스쿨 법무연구빌딩

2010년 U.S. Census에 의하면 총 인구가 113,934명으로 미시간주에서 6번째로 가장 인구가 많은 도시이다. 인구의 73.0%가 백인이고, 아시아계는 14.4%, 흑인 내지 아프리카계 미국인은 7.7%, 아메리칸 인디언은 0.3%, 히스패닉이나 라티노계는 4.1%이었다.

## 교육

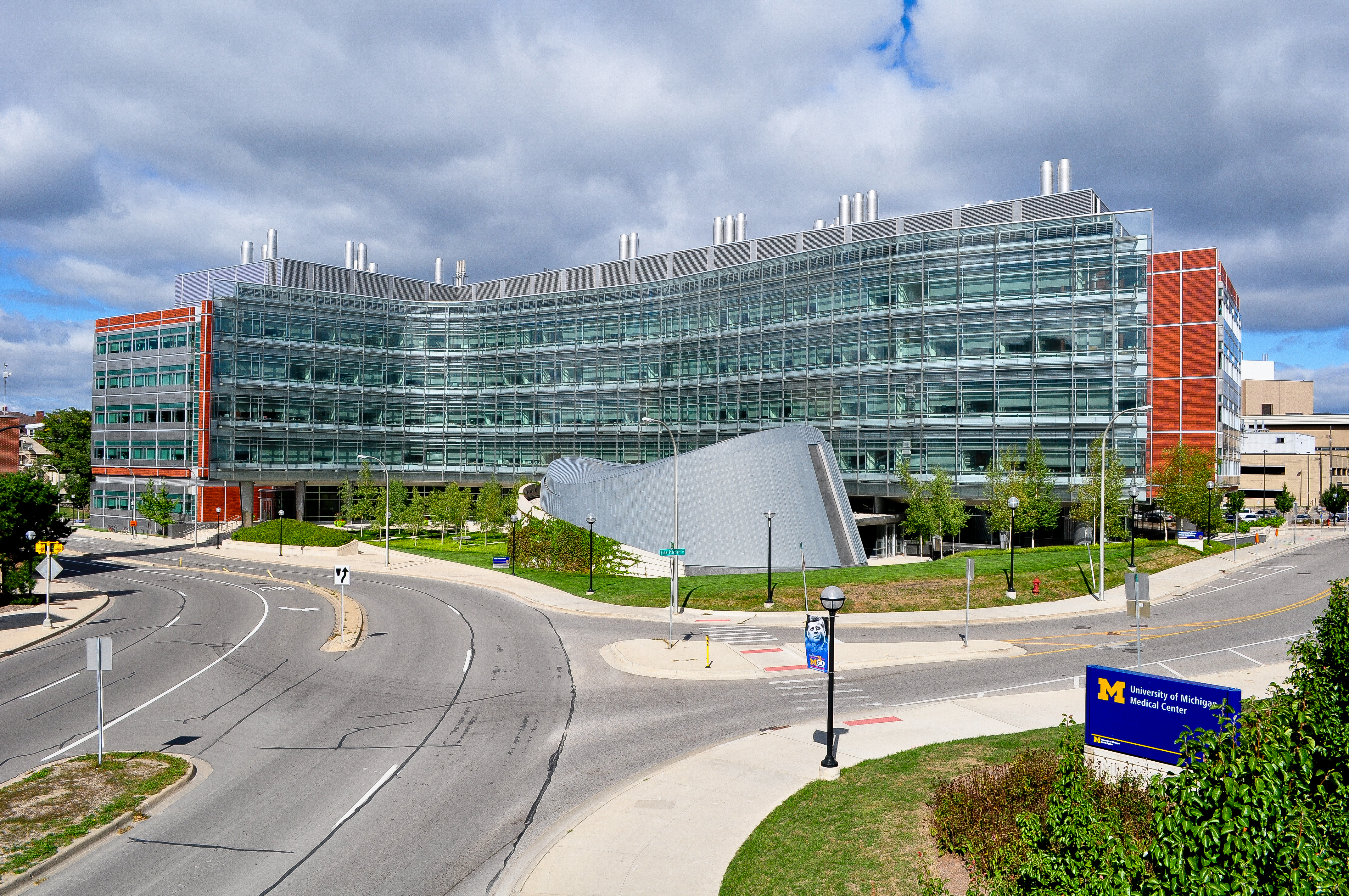
미시간대학교 의대의 생명의학 연구소

미시간 대학교가 앤아버의 경제에 많은 영향을 미치며 대학도시의 중심 역할을 하고 있다. 미시간 대학교에서는 공학, 의학, 경영, 치의학, 법학 등의분야에서 활발한 연구가 이뤄지고 있으며 세계적인 교수진과 연구원들을 함께하고 있다.
약 16,000명의 학생이 앤아버 공립학교시스템에 속해 있는 21개의 초등학교, 5개의 중학교(Clague, Forsythe, Scarlett, Slauson, Tappan), 그리고 3개의 고등학교(Huron, Pioneer, and Skyline)에 재학하고 있다. 이 외에도 20개 이상의 사립학교들이 있다.

## 같이 보기
- 앤아버 병기
- 이기 팝